# Ana Maria Couto
Ana Maria Couto (1925-1971) foi uma educadora, advogada, política e jornalista brasileira, reconhecida por ser a primeira e única mulher a ocupar o cargo de Presidente da Câmara Municipal de Cuiabá, além de ter sido promotora de justiça militar do estado.
Nascida em 1925, em Cuiabá, Ana Maria iniciou seus estudos na Escola Modelo Barão de Melgaço e no Liceu Cuiabano. Em 1945, começou a trabalhar como professora de educação física no Colégio Estadual de Mato Grosso e posteriormente na Escola Normal Pedro Celestino. Sua trajetória na educação se destacou, e em 1949 foi nomeada para lecionar história do Brasil no mesmo colégio, devido aos seus conhecimentos nessa área.
Em busca de aprimoramento profissional, Ana Maria aprofundou seus estudos no Rio de Janeiro, onde recebeu o diploma do Curso de Extensão Universitária em História, em 1951. No mesmo ano, concluiu o curso de contabilidade pela Escola Técnica de Comércio de Cuiabá. Em 1959, foi nomeada diretora do Colégio Estadual de Mato Grosso.
Com a abertura da Faculdade de Direito de Cuiabá, atual Universidade Federal de Mato Grosso, Ana Maria graduou-se em ciências jurídicas em 1963. Além de sua atuação na área educacional, ela também se envolveu na política, sendo eleita vereadora pelo Partido Trabalhista Brasileiro (PTB) em 1962. Um ano depois, assumiu a liderança do partido na Câmara e foi eleita presidente da Câmara Municipal de Cuiabá em 1965, tornando-se a única mulher a ocupar tal função até hoje naquela casa legislativa.
A formação em direito abriu novas oportunidades para Ana Maria, que se inscreveu no concurso para Promotoria da Auditoria da Polícia Militar, até então uma entidade exclusivamente masculina, sendo aprovada para essa função. Em 1966, foi nomeada Promotora de Justiça Militar do estado, sendo efetivada no ano seguinte. Posteriormente, passou a exercer o cargo de assistente de diretor da Legião Brasileira de Assistência. Seu último trabalho foi como diretora da Escola Normal Pedro Celestino, de onde se exonerou por motivo de saúde em 1969.
Além de suas atividades profissionais, Ana Maria Couto colaborou com a TV Centro América de Cuiabá, primeira do estado, hoje retransmissora da TV Globo, com o programa "Galeria de vultos ilustres", registrando-se como jornalista autônoma. No entanto, faleceu no ano seguinte, em 1971.
1. 1 2 3 4 5  Schumaher, Schuma; Brazil, Erico Vital, eds. (2000). Dicionário mulheres do Brasil: de 1500 até a atualidade: com 270 ilustrações. Rio de Janeiro: J. Zahar Editor